# Años dorados 1975-1980
Az Años dorados 1975-1980 című lemez a Bee Gees Spanyolországban  kiadott  válogatáslemeze.

## Az album dalai
1. Stayin Alive (Barry, Robin és Maurice Gibb) – 4:43
2. Too Much Heaven (Barry, Robin és Maurice Gibb) – 4:55
3. Tragedy (Barry, Robin és Maurice Gibb) – 5:03
4. Spirits (Having Flown) (Barry, Robin és Maurice Gibb) – 5:19
5. How Deep Is Your Love (Barry, Robin és Maurice Gibb) – 4:01
6. Nights On Broadway (Barry, Robin és Maurice Gibb) – 4:22
7. If I Can't Have You (Barry, Robin és Maurice Gibb) – 3:25
8. Love So Right (Barry, Robin és Maurice Gibb) – 3:57
9. You Stepped Into My Life (Barry, Robin és Maurice Gibb) – 3:15

## Közreműködők
- Barry Gibb
- Robin Gibb
- Maurice Gibb